# 오키노토리 암초
오키노토리 암초는 일본 도쿄의 남쪽으로 1740km에 위치해 있는 일본 최남단의 암초이다. 본래 이름은 스페인어로 ‘돛처럼 보인다’라는 의미의 파레세 벨라(스페인어: Parece Vela)이다. 섬으로서의 인정 여부와 그에 따른 대륙붕의 영역에 대해서는 논란이 있으며, 국제 사회에서는 일반적으로 이곳을 암초로 보고있는 실정이다.

## 개요
오키노토리 암초는 16세기 유럽인에게 최초로 발견되었으며, 그 최초 발견자의 이름을 따라서 더글라스 암초(Douglas Reef)라고 명명되었다. 1931년, 일본 제국은 오키노토리 암초를 자국의 영토라고 선언하였다.
오키노토리 암초는 아래와 같이 나뉜다.
- 히가시코 암초 (면적: 1.6m²)
- 기타코 암초 (면적: 6.4m²)
- 미나미코 암초 (인공 환초)

환초 보강 공사를 1987년부터 시작하여, 히가시코 암초와 기타코 암초는 콘크리트를 이용한 가장자리의 보강 공사 및 보수 공사가 이루어졌다. 또한, 히가시코 암초와 미나미코 암초 사이의 산호초 지대에 헬기 착륙장을 가진 구조물이 설치가 되었다.

## 논란
일본은 오키노토리 암초를 자국의 영토로서의 섬이라고 주장하면서, 430,000m2이상의 배타적 경제 수역(EEZ)을 주장한다. 중국은 오키노토리 암초가 유인도가 아닌 암초라고 주장하며, EEZ의 기선을 부정하고 있다. 일본이 2008년 11월 UN '대륙붕 한계 위원회'(CSCL)에 오키노토리 암초를 포함한 4개 도서지역에 대한 대륙붕 한계 연장을 신청하면서 중국의 반발은 더욱 거세지고 있다. 암석 또는 인공 섬에 지나지 않는 오키노토리 암초는 배타적 경제수역(EEZ)이나 대륙붕을 가질 수 없다는 것이 중국과 대만의 일관된 시각이다.

### 일본측 주장

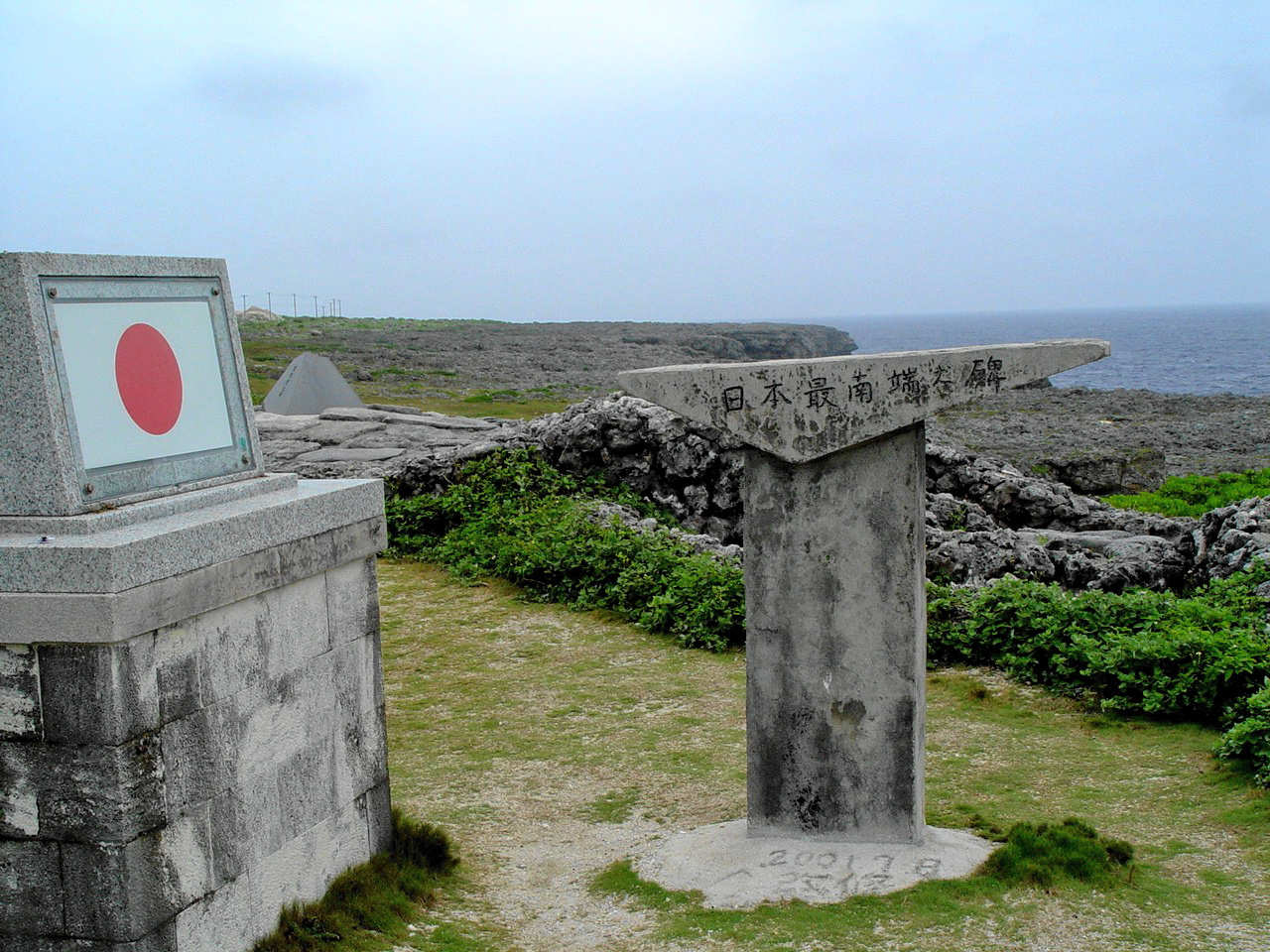
'일본 최남단의 비'(日本最南端の碑)가 있는 하테루마섬. 일본은 한때 자국 영토의 남쪽 끝을 하테루마섬으로 정해놨으나, 이후 오키노토리 암초를 최남단이라고 주장하고 있다.

일본은 1931년에 오키노토리 암초를 일본 제국의 영토로 편입했다고 주장하고 있다. 제2차 세계 대전 이후, 오키노토리 암초를 포함한 오가사와라 제도는 1968년 일본에 소유권이 가기 전까지 미국의 신탁 통치에 있었으며, 일본은 이를 계승 했었다고 주장한다. 일본은 또, 오키노토리 암초 주변에 배타적 경제수역을 설정할 경우, 중국의 섬 사슬의 고리를 끊게 되는 효과를 가져오게 된다며, 이러한 점에서 오키노토리 암초 보전은 한반도와 대만 해협에서 무력 충돌이 발생할 경우, 미국의 개입을 확보하는데 일조할 것이라며, 다소 상식과 동떨어진 주장을 하고, 한국이 일본을 지지해주기를 바라고 있다.

### 일본 영토 편입을 위한 일본의 독자적인 행동
본래는 섬이 아닌 바다 위에 떠 있는 암초 덩어리였지만, 1980년대 중후반 암초를 보호한다는 명목으로 콘크리트 막과 방파제를 설치하였다.
1988년에는 인근 섬에 해양과학기술 센터를 건설하여 그 입지를 좁혔으며, 2013년 5월엔 오가사와라 제도로 드나들 수 있는 항만 건설을 시작하였다.

### 그 외 관점
중국과 대만의 시각은 오키노토리 암초는 섬이 아닌 암초이며, EEZ를 가질 수 있는 조건이 없다는 것이다. 중국과 대만은 일본의 주장을 인정하지 않고, 섬이 아니며, EEZ를 가질 수 없고, 대륙붕 연장을 할 수 없으며, 일본이 오키노토리 암초에서 하는 행위는 국제법상 불법으로 보고 있다. 대한민국 정부도 중국과 대만의 시각과 같으며, 일본 측의 주장을 부정하고 있다. 지난 제19차 유엔 해양법 협약 당사국 회의에서 대한민국 정부는 유엔 해양법 협약 제121조 3항을 근거로 일본의 오키노토리 암초에 대한 '섬' 주장에 대한 반대를 분명히 하였다.
하와이 대학의 국제법 학자, John M Vandyke 교수에 의하면, 오키노토리 암초는 "킹사이즈 침대보다 결코 크지 않은 두 개의 침식 돌출물이며, 확실히 스스로 경제 생활을 지속할 수 없고, 살기에 적합하지 않은 암초일 뿐이다”라고 보고 있다. 이에 따르면 일본은 오키노토리 암초 주변으로 200해리 배타적 경제 수역을 주장할 수 없게 된다. 인류의 공동 유산인 공해 수역이 일본의 일방적 주장으로 축소된다면 이는 범 지구적 해양 안보와 질서에 큰 위협이 된다.

### 환경 오염 논란
일본은 1987년부터 시작해서 3억 달러 이상을 사용해서 오키노토리 암초에 인공 산호를 육성 하였고 또한 많은 양의 콘크리트를 부어서 오키노토리 암초의 크기를 확장 시켰으며, 주변에 접안 시설과 부두도 건조했다. 이 때문에 대량의 생태 환경이 파괴되고 있다.

### 국제법 위반 논란
일본은 유엔 해양법 121조를 자의적으로 해석해서, 오키노토리 암초를 "만조 시 수면 위에 있고 자연적으로 형성된 지형은 모두 섬"에 해당한다고 주장하며 배타적 경제 수역과 대륙붕을 갖는다고 주장하고 있다. 1982년 해양법 협약 제121조 규정의 해석문제가 논란의 핵심에 있다. 제121조 제3항은 "인간의 거주가 가능하고 독자적 경제생활이 가능한 섬만이 EEZ와 대륙붕을 갖는다"고 규정하고 있지만 이는 원래 해양법 협약 문안 작성시 그러한 섬으로 절해고도(絶海孤島, mid-oceanic island)를 상정하고 작성된 것이다. 말타 대사 아르비드 파르도(Arvid Pardo, 1914~1999)는 유엔 심해저 기구에서 작은 도서의 관할 해역을 제한할 필요가 있다며 다음과 같이 문제를 제기했다.
| “ | 200해리까지의 관할권의 근거를, 사람이 살지 않는 원거리의 작은 섬을 소유하고 있는 데서 찾는다면, 해양에 대한 국제적 규제의 유효성은 심각하게 훼손될 것이다. | ” |

그러므로 일본 측의 오키노토리 암초 기점 EEZ 및 대륙붕 주장은 유엔 해양법 협약 입법 취지에 반하는 것으로 볼 수 있다. 즉, 일본은 제121조를 자의적으로 해석함으로써 해양영토 확장을 도모하고 있는 것이다. 오키노토리 암초 문제는 일본이 공해를 무단 점거하면서, 인류 공통의 유산인 공해 수역이 줄어드는 문제이기 때문에, 동북아 지역만의 문제가 아니라 전 세계적 문제이기도 하다.

### 주권 귀속 논란
오키노토리 암초가 정당하게 일본에 속한 암초인지의 여부는 불투명하다. 중국 해양법 부회장에 의하면, 카이로 선언, 포츠담 선언, SCAPIN 677등의 근거를 통해, 일본은 세계 대전 기간 중에 탐욕에 의해 점령한 모든 영토를 포기해야 할 의무가 있으며, 연합국이 규정하고 돌려준 일본 영토의 범위가 정해졌었는데, 여기에 오키노토리시마는 포함되지 않았다는 것이다. 그러므로 현재 일본이 오키노토리시마에서 행하는 모든 행위는 국제법상 불법 행위에 속한 것이다. 덧붙여, 일본 정부의 행위는 ‘인류의 공동 유산인 공해 수역을 제멋대로 점령하는 것이며, 이는 중국뿐만 아니라 전 세계의 국가 이익을 심각하게 훼손하는 것이다’라고 하였다.

## 같이 보기
- 스카버러 암초
- 하테루마섬
- 일본의 지리
- 일본의 극점
- 일본의 영토 분쟁